# Amerikanska Samoa i olympiska sommarspelen 2020
Amerikanska Samoa deltog med en trupp på sex idrottare vid de olympiska sommarspelen 2020 i Tokyo som hölls mellan den 23 juli och 8 augusti 2021 efter att ha blivit framflyttad ett år på grund av coronaviruspandemin. Det var nionde raka sommar-OS som Amerikanska Samoa deltog vid. Ingen av landets deltagare erövrade någon medalj.

## Friidrott
Förkortningar
- Notera– Placeringar avser endast det specifika heatet.
- Q = Tog sig vidare till nästa omgång
- q = Tog sig vidare till nästa omgång som den snabbaste förloraren eller, i teknikgrenarna, genom placering utan att nå kvalgränsen
- i.u. = Omgången fanns inte i grenen
- Bye = Idrottaren behövde inte tävla i omgången

Gång- och löpgrenar
| Idrottare       | Gren            | Heat     | Heat      | Kvartsfinal      | Kvartsfinal      | Semifinal        | Semifinal        | Final            | Final            |
| Idrottare       | Gren            | Tid      | Placering | Tid              | Placering        | Tid              | Placering        | Tid              | Placering        |
| --------------- | --------------- | -------- | --------- | ---------------- | ---------------- | ---------------- | ---------------- | ---------------- | ---------------- |
| Nathan Crumpton | Herrarnas 100 m | 11,27 PB | 9         | Gick inte vidare | Gick inte vidare | Gick inte vidare | Gick inte vidare | Gick inte vidare | Gick inte vidare |

## Segling
| Idrottare                 | Gren          | Race | Race | Race | Race | Race | Race | Race | Race | Race | Race | Race | Poäng | Placering |
| Idrottare                 | Gren          | 1    | 2    | 3    | 4    | 5    | 6    | 7    | 8    | 9    | 10   | M*   | Poäng | Placering |
| ------------------------- | ------------- | ---- | ---- | ---- | ---- | ---- | ---- | ---- | ---- | ---- | ---- | ---- | ----- | --------- |
| Adrian Hoesch Tyler Paige | Herrarnas 470 | 18   | 19   | 18   | 17   | 17   | 16   | 19   | 18   | 18   | 18   | EL   | 159   | 18        |

M = Medaljrace; EL = Utslagen – gick inte vidare till medaljracet

## Simning
| Idrottare      | Gren                     | Heat    | Heat      | Semifinal        | Semifinal        | Final            | Final            |
| Idrottare      | Gren                     | Tid     | Placering | Tid              | Placering        | Tid              | Placering        |
| -------------- | ------------------------ | ------- | --------- | ---------------- | ---------------- | ---------------- | ---------------- |
| Micah Masei    | Herrarnas 100 m bröstsim | 1.04,93 | 46        | Gick inte vidare | Gick inte vidare | Gick inte vidare | Gick inte vidare |
| Tilali Scanlan | Damernas 100 m bröstsim  | 1.10,01 | 32        | Gick inte vidare | Gick inte vidare | Gick inte vidare | Gick inte vidare |

## Tyngdlyftning
| Idrottare           | Gren             | Ryck     | Ryck      | Stöt     | Stöt      | Totalt | Placering |
| Idrottare           | Gren             | Resultat | Placering | Resultat | Placering | Totalt | Placering |
| ------------------- | ---------------- | -------- | --------- | -------- | --------- | ------ | --------- |
| Tanumafili Jungblut | Herrarnas 109 kg | 150      | 14        | 180      | 13        | 330    | 13        |